# Mairengo

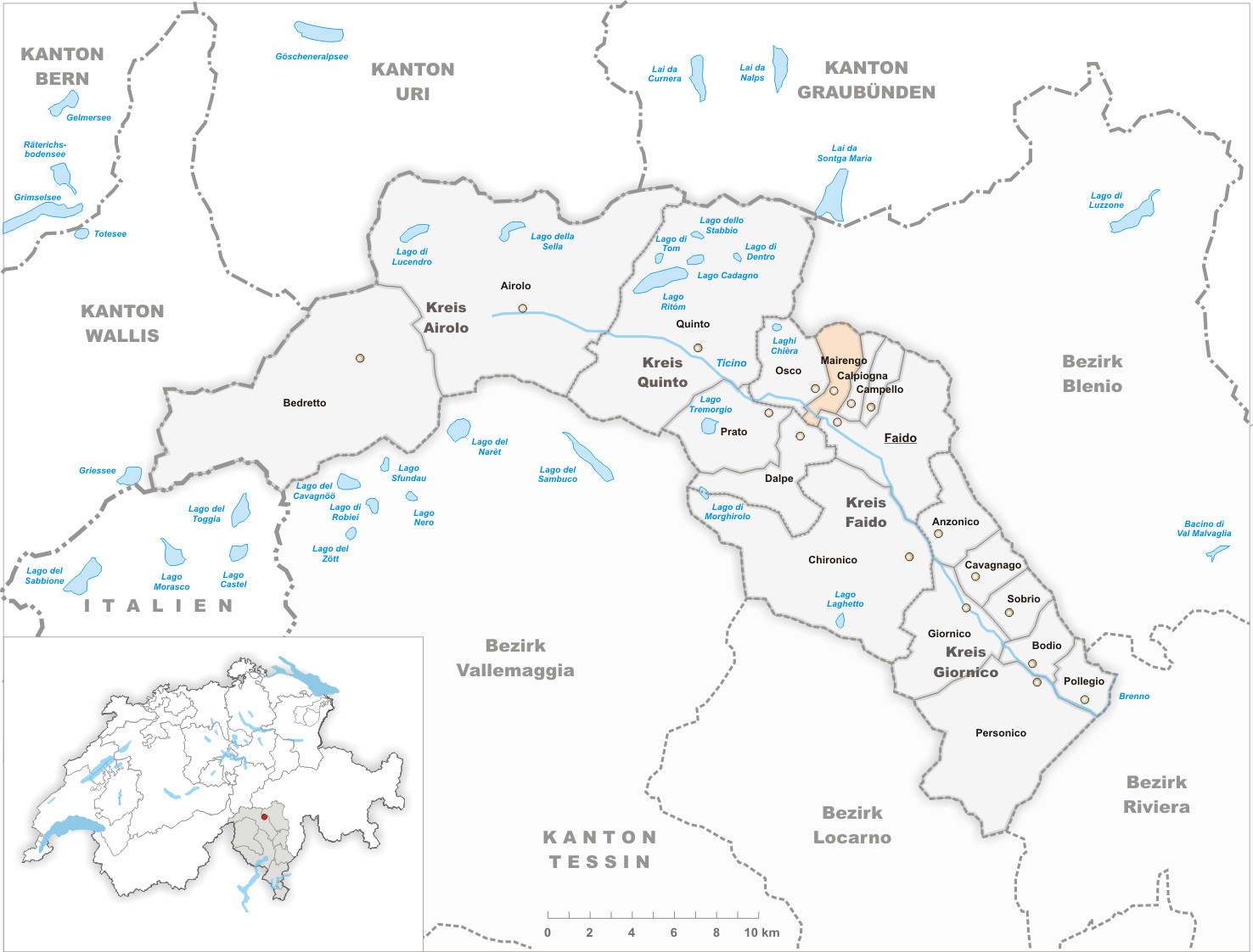
Gemeindestand vor der Fusion am 31. März 2012

Talgrund rechts: Faido, darüber: Mairengo und Osco. Bildmitte links: Dalpe, darüber: Rodi-Fiesso und Flugplatz Ambrì. Hintergrund von links: Poncione di Tremorgio, Fibbia, Galenstock, Pizzo Centrale, Pizzo Barbarera und Poncione Pro do Rodùc

Luftbild (1954)

Mairengo war bis zum 31. März 2012 eine politische Gemeinde im Kreis Faido, im Bezirk Leventina des Kantons Tessin in der Schweiz.

## Geographie
Das Dorf liegt auf einer sonnigen Terrasse am linken Hang des Valle Leventina auf einer Höhe von 909 m ü. M. mitten in üppigen Wiesen und Weiden; am Süd-Fuss des Pizzo d’Era (2618 m ü. M.) und 1,7 km nordwestlich der Station Faido der Schweizerischen Bundesbahnen.  
Zu Mairengo gehören Tortengo und Polmengo sowie der Maiensäss Tarnolgio. In Polmengo war während des Baus des Gotthard-Basistunnels eine grosse Baustelle für den Zwischenangriff Faido. 

## Geschichte
Erstmals erwähnt wird das Dorf 1201 unter dem damaligen Namen Mairencho. Im Mittelalter gehörte es zur Degagna Tarnolgio, die ihrerseits der Vicinia (Nachbarschaft) Faido unterstand und deren Jahresversammlungen abwechslungsweise zweimal in Mairengo und einmal in Faido stattfanden. Zur Zeit der Landvögte teilte das Dorf das Schicksal der Leventina. 1827 gründeten Auswanderer aus Mairengo in New York das Delmonico’s Restaurant, eines der ersten Restaurants der USA.
In einer Volksabstimmung im März 2004 verwarfen die Bürger von Mairengo die Fusion ihrer Gemeinde mit Faido, Osco, Cavagnago, Calpiogna, Campello, Rossura, Anzonico, Chiggiogna, Calonico und Sobrio. Am 1. April 2012 fusionierte sie mit den Gemeinden Anzonico, Calpiogna, Campello, Cavagnago, Chironico und Osco zur bestehenden Gemeinde Faido. Mairengo bildet aber nach wie vor eine eigenständige Bürgergemeinde.

## Bevölkerung
Einwohnerzahlen: Volkszählungsdaten
1880 Bau Gotthardbahn, 2010/2011 Bau Gotthard-Basistunnel (Baustelle im Ortsteil Polmengo)

## Sehenswürdigkeiten
- Kirche San Siro[4][5][6][7]
- Im Friedhof: Grabmal Delmonico[5]
- Wohnhaus Jagmetti im Ortsteil Tortengo[5]
- Oratorium Santi Barnaba und Matteo im Ortsteil Tarnolgio mit Gemälde Madonna mit Heiligen Barnaba und Matteo von Bartholomeus Broder de Castelberger, 1760[5].

## Persönlichkeiten
- Familie Jagmetti[8]
  - Giuseppe Maria Jagmet (* 4. Januar 1737 in Tortengo, Ortschaft bei Mairengo; † 31. August 1803 in Lyon), Politiker, Advokat, Kirchenvogt der Kirche San Siro von Mairengo[9]
  - Antoine Louis Ètienne Jagmetti (* 1. Januar 1856 in Lyon; † 2. September 1904 in Buenos Aires), Seidenindustrieller[10]
  - Riccardo James Jagmetti (* 3. Dezember 1896 in Buenos Aires; † 3. August 1964 in Zürich), Doktor der Rechte, Direktor der Rentenanstalt von Zürich, Publizist[11][12]
  - Riccardo Jagmetti (* 1929), Politiker, Publizist
  - Carlo Jagmetti (* 1932), Botschafter, Oberstleutnant im Generalstab

- Lorenzo Delmonico (* 1813 in Mairengo; † 1881 in New York City), Unternehmer, Hotelier[13][14][15]